# Ільменські словени
Ільменські́ словени, Ільменські слов'яни, Ільменські словіни — східнослов'янське плем'я (чи племінний союз), що заселяло з VI століття північні території поблизу озера Ільмень, від якого й походить його назва. 

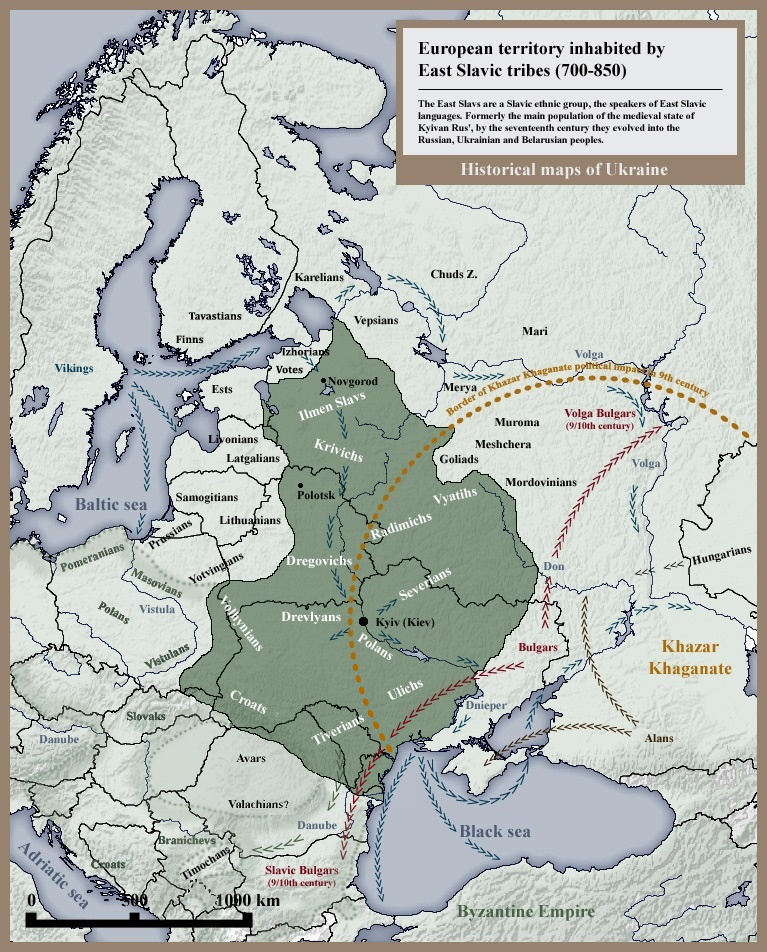
Східнословянські племена у VIII—IX ст.

Академік Валентин Сєдов пов'язує ільменських словінів із відгалуженням венедських слов'ян, що залишили Вісленський край і оселилися в V—VI століттях у північній частині Східно-Європейської рівнини серед прибалтійсько-фінського населення (племенами водь; весь; іжора, що належали до фінно-угорської мовної групи та частково племенами балтської групи) й поступово їх асимілювали. Цей процес тривав кілька сторіч і завершився слов'янізацією балтів та фінномовних мешканців. До раннього середньовіччя в Ільменському краї належить культура новгородських сопок. Унаслідок цього утворилася своєрідна етнографічна група — літописні словени зі своїм племінним центром Новгородом (уперше згадується в літописі під 859 р.).
Науці відомий четвертий східнослов'янський етнос — псково-новгородці, що постали з ільменських словен, але у XV—XVI ст. були асимільовані московитами в процесі експансії Московського князівства на захід.
Протягом IX—X ст. словени поширилися на північний захід і північний схід, досягнувши ярославського й костромського Поволжя, а також на південь — до Волго-Окського межиріччя. Разом з кривичами та іншими східнослов'янськими племенами ільменські словени брали участь в освоєнні ярославського й костромського Поволжя та Волго-Клязьминського межиріччя (територія майбутньої Ростово-Суздальської землі), асимілюючи місцеві фінно-угорські племена[джерело?].
Згадки про ільменських словен містяться у давньоруських літописах («Повість временних літ») та іноземних хроніках.
В арабських джерелах, зокрема, згадується про існування в цей період трьох таких великих політичних центрів: Куяби (Куявії), Славії та Артанії. Славію, як правило, бачать у землі ільменських словенів, головним містом яких у Х ст. став Новгород.

## Племінна назва
За літописом Нестора, слов'яни, що «прийшли й сіли … Ті ж слов'яни, котрі сіли поблизу озера Ільмень, назвалися власним ім'ям — словенами…». Ільменські слов'яни були відгалуженням кривичів.

## Стосунки з Київським князівством
Наприкінці IX століття (882) Новгородщина увійшла до складу Київської Русі, ставши її другим (після Києва) політичним і культурним центром.
У процесі розпаду Київської Русі в 1136 році в Новгороді спалахнуло антикиївське повстання і виникла окрема Новгородська феодальна республіка, однак її тісні зв'язки з Києвом не переривалися. Вона вела успішні війни проти німецьких і шведських агресорів. Монголо-татарам не вдалося захопити Новгородську республіку, але вона визнала себе васалом Золотої Орди й платила їй данину.
Протягом IX—XIV ст. на Новгородській землі відбувалися етногенетичні процеси у напрямі формування окремого новгородського етносу, проте в середині XV ст. вони були перервані. Новгородська республіка була перешкодою для об'єднання російських земель навколо Москви, тому в 1478 Новгородську землю захопила Московія (князь — Іван III Васильович) й включила до складу Великого князівства Московського. Внаслідок цього Московська держава значно збільшилась у розмірах та силі. Іван III обклав населення Новгородської землі контрибуцією та депортував близько 72 000 людей до Московії. Проте московські правителі ще протягом довгого часу вдавалися до масових знищень і депортацій новгородців, аж поки наприкінці XVI ст. вони повністю були асимільовані московитами, хоч діалектні особливості їхнього мовлення все ж таки збереглися.

## Останні спогади
Востаннє ільменських словенів згадують у літописі під таким племінним ім'ям у 1072 році — у «Руській Правді».